# كوجي سيتو
كوجي سيتو (باليابانية: 瀬戸康史) هو مغني وممثل ياباني، ولد في 18 مايو 1988 في اليابان.

## أعمال

### أفلام
- (2009)  الشبح الأسود
- (2012) ساداكو 3 دي[4]
- (2013) ساداكو 3 دي 2[5]
- آساكو I و II

### أفلام أنمي
- مابوروشي - أكيموني كيكيري

## وصلات خارجية
- كوجي سيتو على موقع IMDb (الإنجليزية)
- كوجي سيتو على موقع ألو سيني (الفرنسية)
- كوجي سيتو على موقع قاعدة بيانات الفيلم (الإنجليزية)
- كوجي سيتو على موقع كينوبويسك (الروسية)